# Ivan Cleary
Pour les articles homonymes, voir Cleary.
 (septembre 2018).
Si vous disposez d'ouvrages ou d'articles de référence ou si vous connaissez des sites web de qualité traitant du thème abordé ici, merci de compléter l'article en donnant les références utiles à sa vérifiabilité et en les liant à la section « Notes et références ».

a Compétitions nationales et continentales officielles uniquement.

Ivan Cleary, né le 1er mars 1971 à Sydney (Australie), est un ancien joueur australien de rugby à XIII évoluant au poste d'arrière, de centre ou de demi d'ouverture reconverti entraîneur. En tant que joueur, il a revêtu les maillots des Sea Eagles de Manly, des Bears de North Sydney, des Roosters de Sydney et des Warriors de New Zealand dans les années 1990 et 2000, ayant connu une finale de National Rugby League en 2002 avec les derniers, et en remportant le titre de meilleur marqueur de points en 1998 avec les Roosters de Sydney.
Il se reconvertit en tant qu'entraîneur avec succès puisqu'il prend la tête successivement des Warriors de New Zealand, des Panthers de Penrith puis des Tigers de Wests. Il est élu meilleur entraîneur de NRL en 2014 et 2020.
Son fils, Nathan Cleary, ainsi que ses demi-frères Josh Stuart et Jason Death sont tous joueurs de rugby à XIII.

## Palmarès de joueur
- Collectif :
  - Finaliste de la National Rugby League : 2002 (New Zealand).
  - Vainqueur de la phase régulière de la National Rugby League : 2002 (New Zealand).

- Individuel :
  - Meilleur marqueur de points de National Rugby League : 1998 (Sydney Roosters).

## Palmarès d'entraîneur
- Collectif :
  - Vainqueur de la National Rugby League : 2021, 2022, 2023 et 2024 (Penrith).
  - Finaliste de la National Rugby League : 2011 (New Zealand) et 2020 (Penrith).

- Individuel :
  - Nommé meilleur entraîneur de National Rugby League : 2014 et 2020 (Penrith).

### Détails en club
| Année                                                           | Année | Club                 | Compétition | Saison régulière | Saison régulière | Saison régulière | Saison régulière | Saison régulière | Phase finale | Phase finale | Phase finale | Phase finale | Phase finale |
| Année                                                           | Année | Club                 | Compétition | Class.           | MJ               | V.               | N.               | D.               | Perf.        | MJ           | V.           | N.           | D.           |
| 2006                                                            | 2006  | New Zealand Warriors | NRL         | 10e              | 24               | 12               | 0                | 12               | Non qualifié | -            | -            | -            | -            |
| 2007                                                            | 2007  | New Zealand Warriors | NRL         | 4e               | 24               | 13               | 1                | 10               | 2e tour      | 2            | 0            | 0            | 2            |
| 2008                                                            | 2008  | New Zealand Warriors | NRL         | 8e               | 24               | 13               | 0                | 11               | Finale prél. | 3            | 2            | 0            | 1            |
| 2009                                                            | 2009  | New Zealand Warriors | NRL         | 14e              | 24               | 7                | 2                | 15               | Non qualifié | -            | -            | -            | -            |
| 2010                                                            | 2010  | New Zealand Warriors | NRL         | 5e               | 24               | 14               | 0                | 10               | 1er tour     | 1            | 0            | 0            | 1            |
| 2011                                                            | 2011  | New Zealand Warriors | NRL         | 6e               | 24               | 14               | 0                | 10               | Finaliste    | 4            | 2            | 0            | 2            |
| 2012                                                            | 2012  | Penrith Panthers     | NRL         | 15e              | 24               | 8                | 0                | 16               | Non qualifié | -            | -            | -            | -            |
| 2013                                                            | 2013  | Penrith Panthers     | NRL         | 10e              | 24               | 11               | 0                | 13               | Non qualifié | -            | -            | -            | -            |
| 2014                                                            | 2014  | Penrith Panthers     | NRL         | 4e               | 24               | 15               | 0                | 9                | Finale prél. | -            | -            | -            | -            |
| 2015                                                            | 2015  | Penrith Panthers     | NRL         | 11e              | 24               | 9                | 0                | 15               | Non qualifié | -            | -            | -            | -            |
| En 2016, Ivan Cleary n'occupe pas de poste d'entraîneur en chef |       |                      |             |                  |                  |                  |                  |                  |              |              |              |              |              |
| 2017                                                            | 2017  | Wests Tigers         | NRL         | 15e              | 19               | 6                | 0                | 13               | Non qualifié | -            | -            | -            | -            |
| 2018                                                            | 2018  | Wests Tigers         | NRL         | 9e               | 24               | 12               | 0                | 12               | Non qualifié | -            | -            | -            | -            |
| 2019                                                            | 2019  | Penrith Panthers     | NRL         | 10e              | 24               | 11               | 0                | 13               | Non qualifié | -            | -            | -            | -            |
| 2020                                                            | 2020  | Penrith Panthers     | NRL         | 1er              | 20               | 18               | 1                | 1                | Finaliste    | 3            | 2            | 0            | 1            |
| 2021                                                            | 2021  | Penrith Panthers     | NRL         | 2e               | 24               | 21               | 0                | 3                | Champion     | 3            | 2            | 0            | 1            |
| 2022                                                            | 2022  | Penrith Panthers     | NRL         | 1er              | 24               | 20               | 0                | 4                | Champion     | 3            | 3            | 0            | 0            |
| 2023                                                            | 2023  | Penrith Panthers     | NRL         | 1er              | 24               | 18               | 0                | 6                | Champion     | 3            | 3            | 0            | 0            |
| 2024                                                            | 2024  | Penrith Panthers     | NRL         | 2e               | 24               | 17               | 0                | 7                | Champion     | 3            | 3            | 0            | 0            |
| 2025                                                            | 2025  | Penrith Panthers     | NRL         | -                | -                | -                | -                |                  | -            | -            | -            | -            | -            |